# Amapala
Amapala es un municipio del departamento de  Valle en la República de Honduras.

## Toponimia
El nombre Amapala deriva del náhuatl y significa "Cerca de los amates", sin embargo hay otra versión que asegura que proviene de los vocablos "ama" (maíz) y "palha" (cerro) del dialecto de Goajiquiro, y por lo tanto significaría "Cerro del maíz".
El nombre de la isla en que se asienta Amapala se debe a que en el siglo XVI operaba en la isla un grupo de piratas comandados por el pirata Francis Drake, él y sus hombres eran considerados por los habitantes de la zona como fieras salvajes y sanguinarios, por lo que llamaron a la isla "Cerro del Tigre".

## Límites
Amapala está formado por la Isla de El Tigre, la Isla Zacate Grande y sus islotes satélites y rocas en el Golfo de Fonseca.
| Orientación | Límite                      |
| ----------- | --------------------------- |
| Norte       | Municipio de Nacaome, Valle |
| Sur         | Golfo de Fonseca            |
| Este        | Golfo de Fonseca            |
| Oeste       | Golfo de Fonseca            |

Gracias a un profundo canal natural, y a pesar de que carecen de una infraestructura moderna, Amapala ha sido durante muchos años el principal puerto de Honduras en el Golfo de Fonseca y Océano Pacífico.
Amapala tiene una superficie de 85.94 km².

## Historia
En 1876 (26 de agosto), Amapala fue capital de Honduras, cuando tomó posesión provisional del gobierno el Doctor Marco Aurelio Soto.
Una descripción de la ciudad e Isla de Amapala en 1881 se puede encontrar en el libro A Lady's Ride Across escrito por Mary Lester (alias Mary Soltera), a finales de 1890 se destina a la isla, a ser la capital de la República de América Central.
En 1895, Amapala fue designada como capital de la República Mayor de Centroamérica, un intento para restablecer la desaparecida República Federal de Centroamérica con la unificación de los Estados de El Salvador, Honduras y Nicaragua. La efímera unión cambió su nombre oficial a Estados Unidos de Centroamérica al entrar en vigor su constitución en 1898, conservando su capital en Amapala. No obstante, ese mismo año se dio un golpe de Estado al presidente salvadoreño por Tomás Regalado y declaró la separación de El Salvador de la república y poco tiempo después Honduras y Nicaragua hicieron lo mismo. De tal suerte que Amapala fue en su momento capital federal de la otra república.
En 1925, se tiene registro de que el científico alemán Albert Einstein vivió en la isla por un corto tiempo y que llegó con un grupo de investigadores y se hospedó en casa de unos inmigrantes alemanes apellido Uhler, mientras que el presidente de Estados Unidos, Herbert Hoover, lo hizo tres años después (1928).
A finales de 1970, Amapala fue gradualmente sustituida por el Puerto de San Lorenzo en el continente, durante la administración de la Junta Militar de Estado, presidida por el general Juan Alberto Melgar Castro.
En esa región se ubica El Golfo de Fonseca, la "triple frontera" fuente de conflictos en Centroamérica que ahora Honduras, El Salvador y Nicaragua ven como una oportunidad.

### Alcaldes
| Período     | Nombre                      |
| ----------- | --------------------------- |
| 1982-1986   | Benito Oliva Canales        |
| 1986-1990   | Leo Alex Vallecillo         |
| 1990-1998   | Juan José Quiroz            |
| 1998-2002   | Jaime Talavera              |
| 2002-2006   | Juan José Quiroz            |
| 2006-actual | Santos Alberto Cruz Guevara |

## Población
Amapala tiene una población de 12,743 habitantes según el censo de 2015 (de 4 personas que vivían en la Isla Comandante).

## División Política

Municipio de Amapala con sus aldeas y islas

- Aldeas: 13 (2013)
- Caseríos: 64 (2013)

| Código | Aldea                   | Isla                                        | Población Censo 2001 | Caserios |
| ------ | ----------------------- | ------------------------------------------- | -------------------- | --- |
| 170301 | Amapala                 | El Tigre, Isla Comandante                   | 2478                 | Barrio El Centro, Barrio La Máquina, Barrio Carao Pando, Barrio Nuevo, El Caracolito, El Caracol, Isla El Comandante, Laguna Seca, Playa del Diablo o Punta Segunda, Col. La Ceibita, Playa El Tamarindo |
| 170302 | Coyolito                | Zacate Grande                               | 623                  | Coyolito, El Jocote, El Porvenir |
| 170303 | El Zope                 | Zacate Grande                               | 459                  | El Zope, Las Piletas, Playa Blanca, La Guayaba, Puerto Sierra, Desvió El Zope |
| 170304 | Gualorita               | El Tigre                                    | 1338                 | Gualorita, Campo de Aterrizaje, Las Pelonas, Los Llanitos, Mayén, Playa Brava, Playa de Aguirre, Tiquilotada, Playa El Burro, Punta de Calabazo,Col. Las Mercedes                                        |
| 170305 | La Flor                 | Zacate Grande                               | 342                  | La Flor, El Golfo, Playa La Virgen |
| 170306 | La Pintadillera         | Zacate Grande                               | 763                  | La Pintadillera, El Mapachín, El Moray o Las Pilas, El Ojochal, El Palín, Playa Las Gaviotas, Playa La Calera, Playa el Cedro                                                                            |
| 170307 | Los Langues             | Zacate Grande Isla Güegüensi                | 297                  | Los Langues, El Esterón, El Relleno |
| 170308 | Playa Grande            | El Tigre                                    | 647                  | Playa Grande, Hacienda El Carmen, Col. Crus Roja Alemana, Playa Negra, El Bramadero, El Jocotillo, Islitas                                                                                               |
| 170309 | Playa Negra             | El Tigre                                    | 570                  | Playa Negra, El Bramadero, El Jocotillo, Islitas |
| 170310 | Punta Novillo           | El Tigre                                    | 370                  | Punta Novillo |
| 170311 | Puerto Grande           | Zacate Grande                               | 1048                 | Puerto Grande, La Negra, Los Guatales, Tierra Chele (Colorada) |
| 170312 | San Carlos o El Garrobo | Isla Garrobo Isla Inglesera Isla Exposición | 353                  | San Carlos o El Garrobo, Isla Inglesera, Playona de Exposición, Playa Jacoba, Punta El Molino, Las Ahogadas                                                                                              |
| 170313 | San Pablo               | El Tigre                                    | 3935                 | San Pablo, Playa del Cedro, Playa de Licona |

## Galería

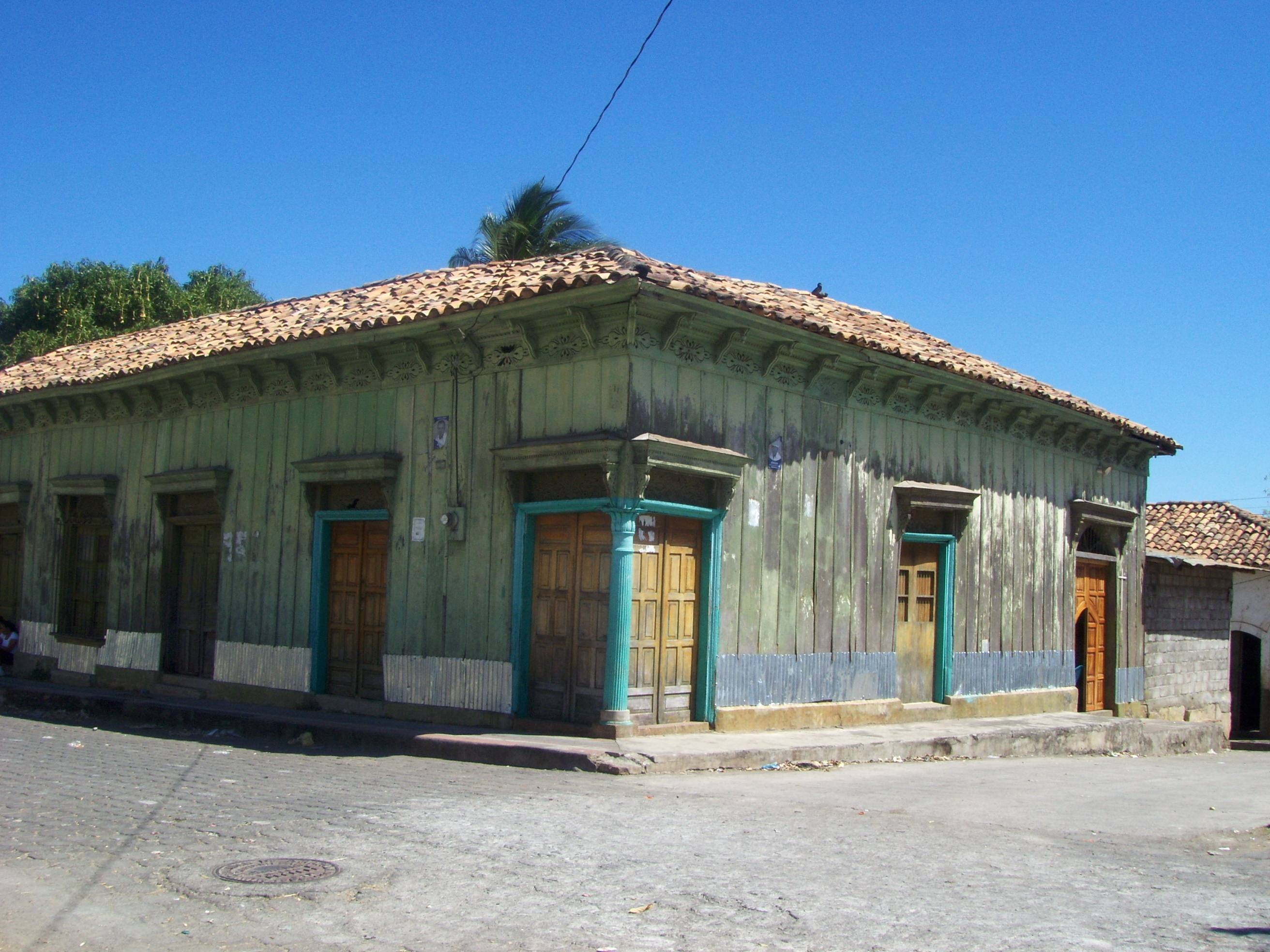
La esquina de la plaza de Amapala
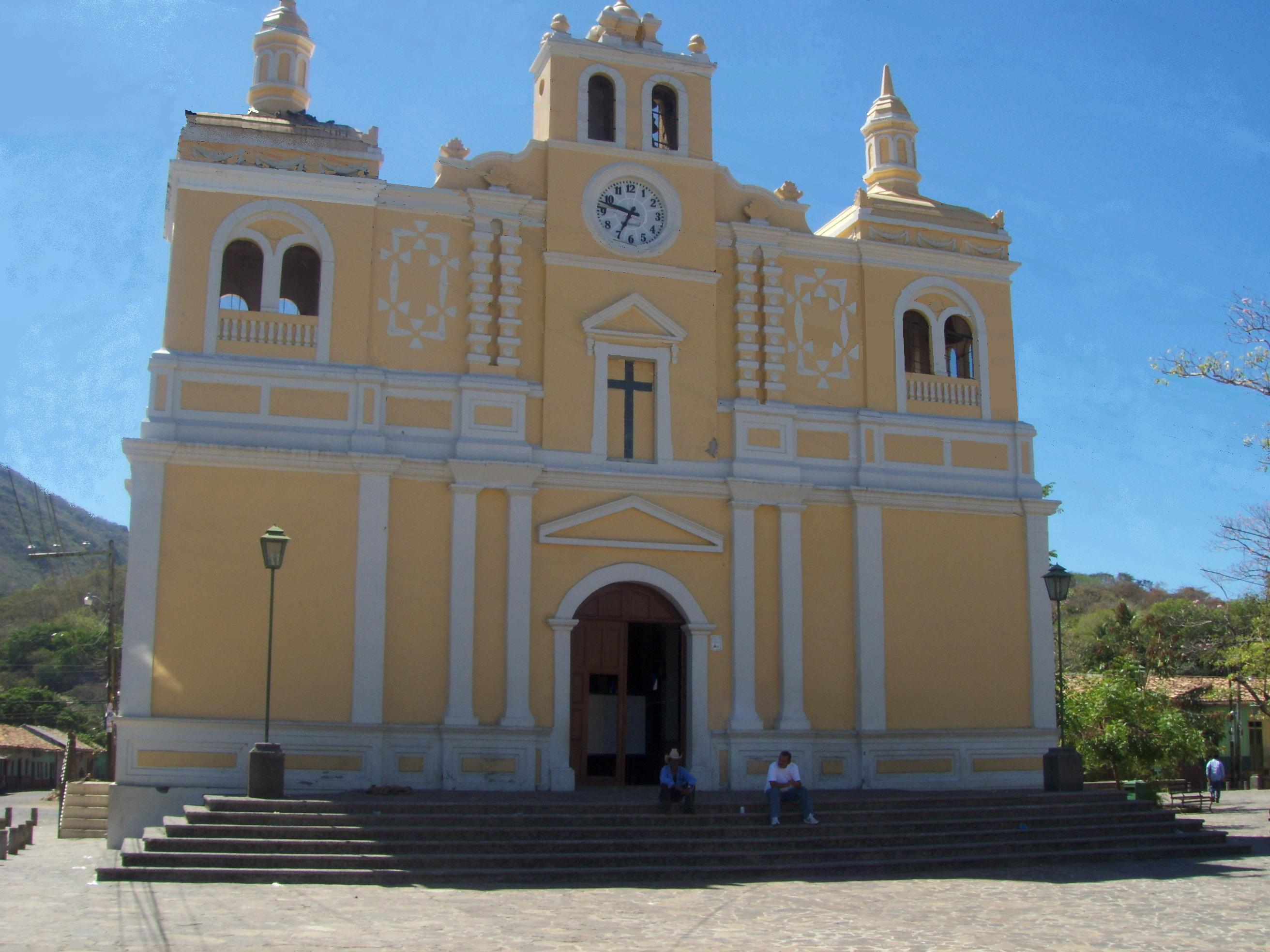
Catedral de Amapala
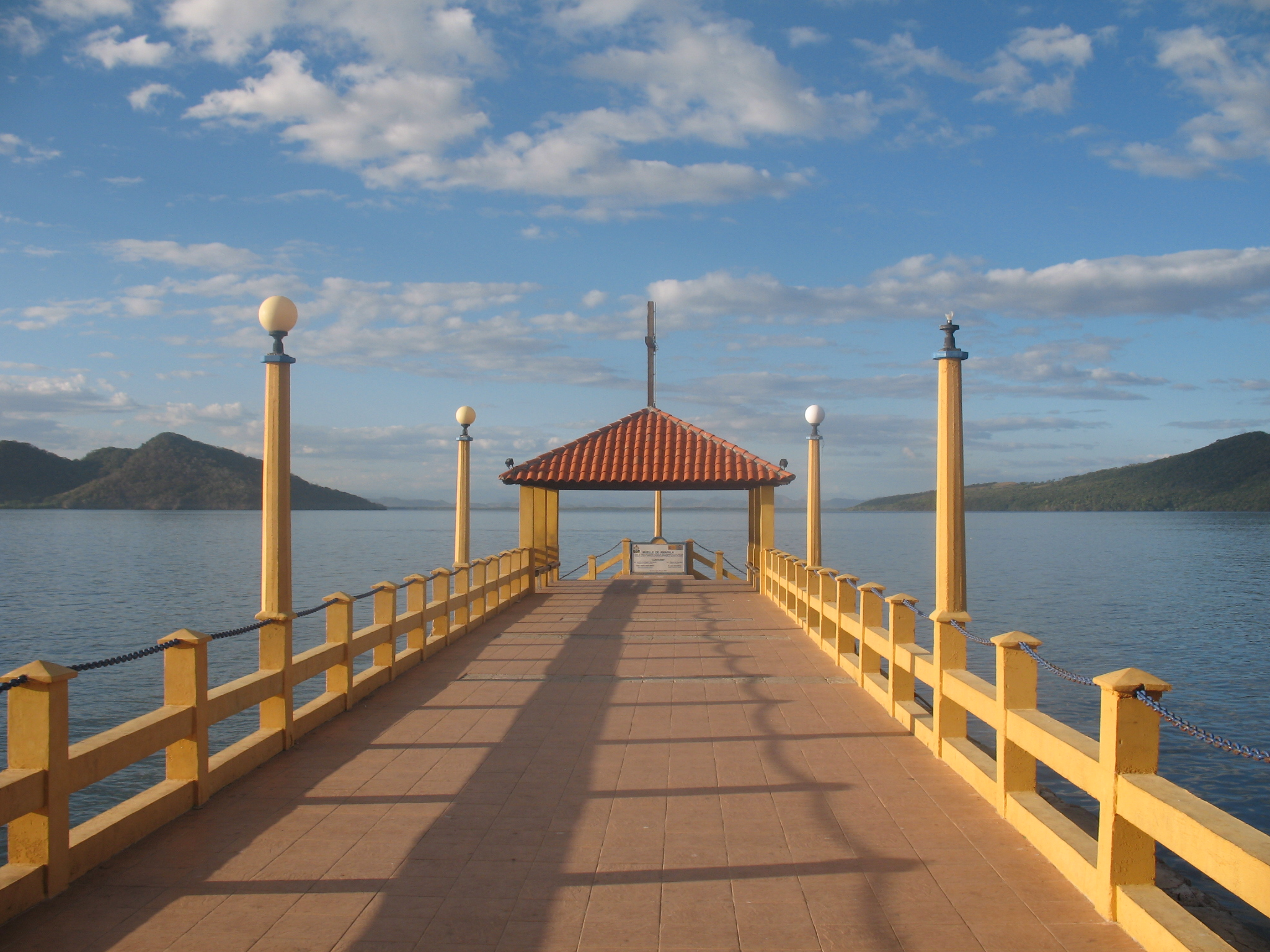
Puerto de Amapala
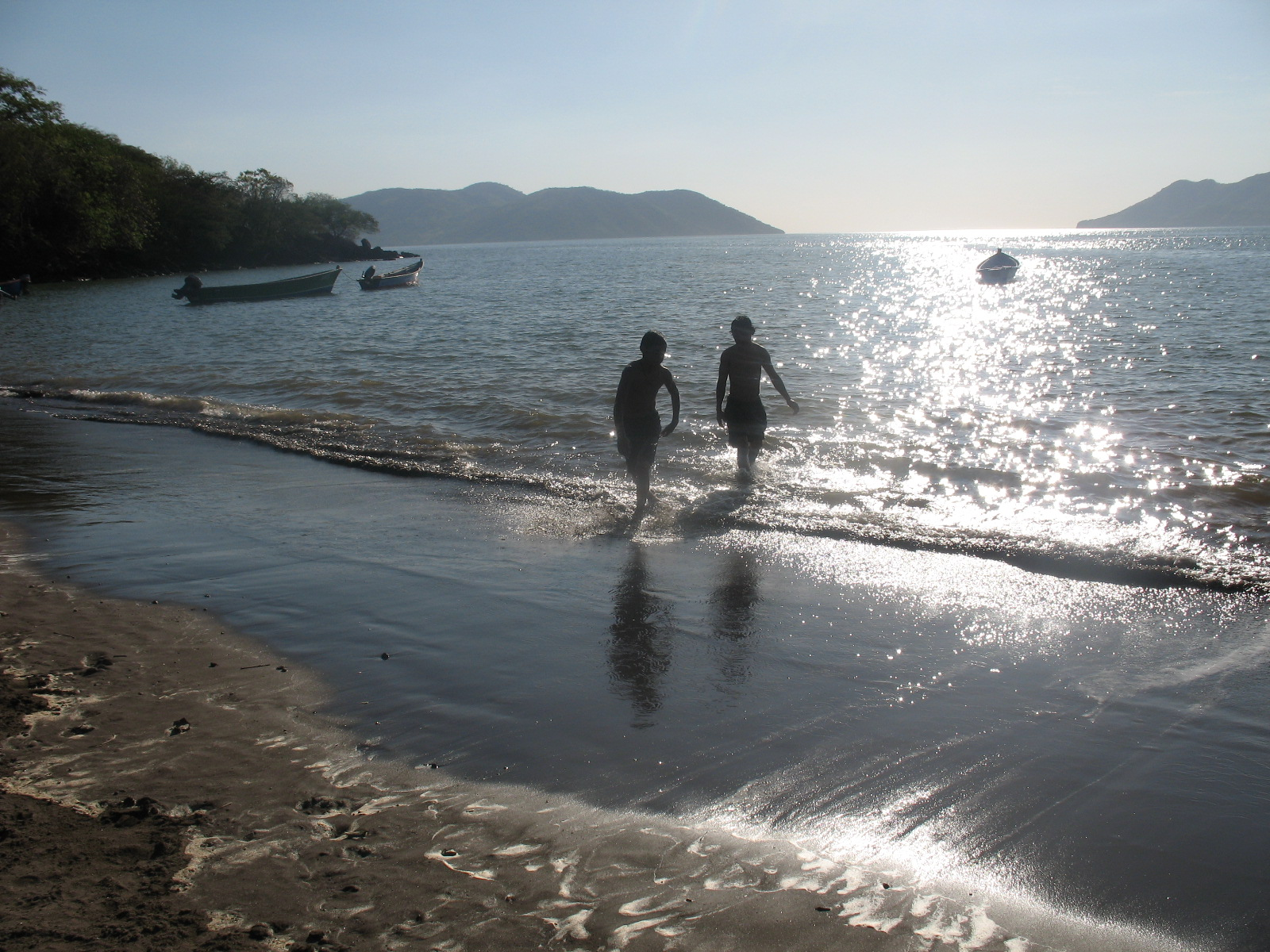
Niños en Amapala